# 伍德哈爾 (紐約州)
伍德哈爾（英語：Woodhull）是一個位於美國紐約州斯托本縣的鎮。

## 人口
根據2020年美國人口普查的數據，伍德哈爾的面積為143.54平方千米，當中陸地面積為143.46平方千米，而水域面積為0.08平方千米。當地共有人口1665人，而人口密度為每平方千米12人。